# Minh Tân, Ninh Bình
	Minh Tân		là một xã thuộc tỉnh Ninh Bình, Việt Nam.

## Địa lý
Trụ sở xã nằm cách phường Hoa Lư - trung tâm tỉnh lỵ Ninh Bình 23 km về phía Bắc, có vị trí địa lý:
- Phía đông giáp xã Hiển Khánh.
- Phía bắc giáp phường Mỹ Lộc và xã Bình An.
- Phía tây giáp xã Bình Sơn và xã Tân Minh.
- Phía nam giáp xã Vụ Bản và xã Vũ Dương.

Xã Minh Tân	có diện tích: 33,09	km², dân số: 29.965	người, mật độ dân số: 	905	người/km². 	Xã thuộc vào địa bàn tỉnh Ninh Bình sau sáp nhập.
Đây là đơn vị có diện tích xếp thứ:	27, số dân xếp thứ: 70 và mật độ dân số xếp thứ: 106 trong số 129 xã, phường ở Ninh Bình.
Xã này nằm trên Quốc lộ 38B. 

## Lịch sử
Ngày 23 tháng 7 năm 2024, Ủy ban Thường vụ Quốc hội ban hành Nghị quyết số 1104/NQ-UBTVQH15 về việc sắp xếp đơn vị hành chính cấp huyện, cấp xã trên địa bàn tỉnh Nam Định (nghị quyết có hiệu lực từ ngày 1 tháng 9 năm 2024). Theo đó, sáp nhập toàn bộ diện tích tự nhiên là 9,55 km², quy mô dân số là 7.226 người của xã Tân Khánh và toàn bộ diện tích tự nhiên là 9,34 km², quy mô dân số là 10.566 người của xã Minh Thuận vào xã Minh Tân.
Sau khi nhập, xã Minh Tân có diện tích tự nhiên là 25,84 km² và quy mô dân số là 23.257 người.
Theo Nghị quyết số 1674/NQ-UBTVQH15 ngày 16/6/2025 về sắp xếp các đơn vị hành chính cấp xã của tỉnh Ninh Bình năm 2025, Theo đó, sắp xếp toàn bộ diện tích tự nhiên, quy mô dân số của xã Cộng Hòa và xã Minh Tân thành xã mới có tên gọi là xã Minh Tân.	

## Kinh tế
Xã đã có truyền thống lâu đời với nghề trồng lúa nước, đất đai rất tốt và phù hợp cho việc trồng các cây nông nghiệp, từ nhiều năm trước (trước năm 1985) hầu như năm nào cũng vậy, cứ đến tháng 8 âm lịch thì cả xã bị ngập trong biển nước. Gần đây, kinh tế xã phát triển mạnh; nhiều ngành, nghề được chú trọng (mây tre đan, mộc, may thêu,...).
Minh Tân có nhiều nhà máy may, dệt với quy mô nhỏ, góp phần vào xây dựng kinh tế cho huyện, địa phương, tạo công ăn việc làm cho người dân.